# Comuna Medvedeve, Iemilciîne
Medvedeve (în ucraineană Медведівська сільська рада) este o comună în raionul Iemilciîne, regiunea Jîtomîr, Ucraina, formată din satele Medvedeve (reședința) și Zarovenka.

## Demografie
Componența lingvistică a comunei Medvedeve
     Ucraineană (98,5%)
     Rusă (1,5%)
Conform recensământului din 2001, majoritatea populației comunei Medvedeve era vorbitoare de ucraineană (98,5%), existând în minoritate și vorbitori de rusă (1,5%).